# E575号線
E575号線 (E575ごうせん、英: European route E575) はスロバキアのブラチスラヴァとハンガリーのジェールを結ぶ、欧州自動車道路のBクラス幹線道路。

## 経路
- スロバキア
  - E65, E75 - ブラチスラヴァ
  - Dunajská Streda
  - Medveďov
- ハンガリー
  - Vámosszabadi
  - E60, E75 - ジェール